# الدوري المكسيكي الممتاز 1989-90
الدوري المكسيكي الممتاز 1989-90 (بالإسبانية: Primera División de México 1989-90)‏ هو موسم من الدوري المكسيكي الممتاز. كان عدد الأندية المشاركة فيه 20، وفاز فيه نادي بويبلا.